# Metagyndes longispina
Metagyndes longispina is een hooiwagen uit de familie Gonyleptidae.